# Ministerium Badeni

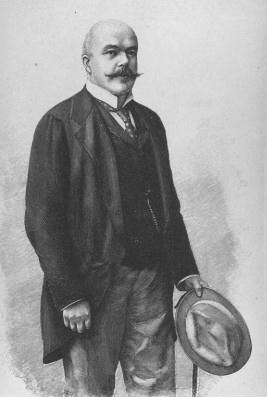
Kasimir Felix Graf Badeni

Das Ministerium Badeni war eine Regierung der westlichen Reichshälfte Österreich-Ungarns. Sie folgte Ende September 1895 auf eine nur dreieinhalb Monate im Amt gewesene  Übergangsregierung unter der Leitung von Erich Graf von Kielmansegg. Auf den als Statthalter in Niederösterreich verankerten Grafen folgte somit der galizische Gutsherr Kasimir Graf Badeni.
Das Ministerium war eine von mehreren kurzlebigen k.k. Regierungen im letzten Jahrzehnt des 19. Jahrhunderts. Badenis Regierung erlangte mit der Wahlrechtsreform von 1896, die das Auftreten von Massenparteien begünstigte und dadurch das parlamentarische Leben stark veränderte, und 1897 mit der die Tschechen Böhmens und Mährens gleichberechtigenden Badenischen Sprachenverordnung, die bei den Deutschen Cisleithaniens Demonstrationen bis zu Tumulten auslöste, geschichtliche Relevanz. Während der Amtszeit des Ministeriums Badeni nahm das mit 17. Jänner 1896 neu geschaffene k.k. Eisenbahnministerium den Amtsbetrieb auf; die Eisenbahnagenden waren bis dahin im Handelsministerium verwaltet worden.
Kaiser Franz Joseph I. unterstützte Badenis Versuch, die grundgesetzlich verbürgte Gleichberechtigung der Nichtdeutschsprachigen in den Böhmischen Ländern auch in der Praxis zu sichern. Als sich dies realpolitisch als unmöglich erwies, berief er Badeni am 30. November 1897 wunschgemäß ab, dankte ihm aber im veröffentlichten Enthebungsschreiben in überaus warmen Worten. In Prag demonstrierten Tschechen gegen die Enthebung Badenis. Die Nachfolge trat für vier Monate der bisherige Unterrichtsminister Paul Gautsch von Frankenthurn mit seinem Kabinett an.
Der Außenminister, der Kriegsminister und der gemeinsame Finanzminister gehörten dem Kabinett nicht an (siehe k.u.k. gemeinsame Ministerien).

## Minister
Das mit 29. September 1895 datierte Ernennungsschreiben für Badeni und die mit 30. September 1895 datierten Ernennungsschreiben der  Minister wurden in der amtlichen Wiener Zeitung publiziert. Das Ministerium Badeni wurde von Kaiser Franz Joseph I. am 30. November 1897 enthoben.
| k.k. Minister                      | Amtsinhaber                                                                    | Partei | k.k. Behörde                                                                           | Anmerkung |
| ---------------------------------- | ------------------------------------------------------------------------------ | ------ | -------------------------------------------------------------------------------------- | --------- |
| Ministerpräsident                  | Kasimir Felix Badeni                                                           |        | Ministerratspräsidium                                                                  |           |
| Ackerbauminister                   | Johann Graf Ledebur-Wicheln                                                    |        | Ackerbauministerium                                                                    |           |
| Handelsminister                    | Hugo Glanz von Eicha                                                           |        | Handelsministerium                                                                     |           |
| Minister für Kultus und Unterricht | Paul Gautsch von Frankenthurn                                                  |        | Ministerium für Kultus und Unterricht                                                  |           |
| Finanzminister                     | Leon Biliński bis 17. Jänner 1896 mit den Agenden eines Ministers für Galizien |        | Finanzministerium                                                                      |           |
| Minister des Innern                | Kasimir Felix Badeni, mit der Leitung beauftragt                               |        | Ministerium des Innern                                                                 |           |
| Justizminister                     | Johann Nepomuk Gleispach                                                       |        | Justizministerium                                                                      |           |
| Minister für Landesverteidigung    | Zeno Graf Welser von Welsersheimb                                              |        | Ministerium für Landesverteidigung                                                     |           |
| Eisenbahnminister                  | Emil von Guttenberg, ab 17. Jänner 1896                                        |        | Eisenbahnministerium                                                                   |           |
| Minister (ohne Portefeuille)       | Edward Rittner, ab 17. Jänner 1896                                             |        | Leiter des Ministeriums für Cultus und Unterricht bis 30. September 1895, Sektionschef |           |